# Niels Henrik Abel

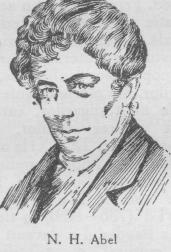
Niels Henrik Abel

Niels Henrik Abel (n. 5 august 1802, Findo - d. 6 aprilie 1829, Froland) a fost un matematician norvegian.
Deși a avut o viață scurtă, contribuțiile sale în algebră și teoria funcțiilor sunt deosebit de numeroase, fiind pionier în dezvoltarea unor ramuri ale matematicii moderne.

## Date biografice
Aptitudinea pentru matematică și-o dovedește încă din tinerețe.
În 1822 se înscrie la Universitatea Christiania; totuși a studiat matematica aproape în întregime de unul singur. După absolvire a studiat la Berlin și Paris. În Berlin a întâlnit și a fost ajutat de A. Crelle, fondator a Journal fur die Reine und Angewandte Mathematik și a participat la fondarea acestui jurnal. Deși a făcut o muncă admirabilă la Paris, nu a câștigat faima pe care o merita. S-a întors în Norvegia în mai 1827 dar, fără a găsi o slujbă, a fost obligat să înfrunte sărăcia în timp ce își continua cercetarea. A murit la 26 de ani de tuberculoză.

## Opera
Încă de la 19 ani Abel a arătat că ecuațiile de ordin mai mare sau egal ca 5 nu sunt rezolvabile algebric. A demonstrat că ecuațiile abeliene pot fi rezolvate algebric, a contribuit la teoria seriilor binomiale și a seriilor infinite în general, la teoria funcțiilor eliptice, introducerea integralelor abeliene și la stabilirea teoremei lui Abel.
În 1824 a demonstrat că este imposibil de găsit soluții ale ecuațiilor de grad mai mare decât patru (în forma lor generală) cu ajutorul radicalilor (teorema Abel-Ruffini). În 1825 a descoperit funcțiile eliptice, publicând rezultate obținute în 1827.
În același timp cu Carl Jacobi, a pus bazele studiului funcțiilor eliptice și a cercetat integralele care-i poartă numele (1825 - 1826).
A stabilit dubla periodicitate a funcțiilor de acest tip și teorema de adițiune, acel "monumentum aere perennius" (un monument mai trainic decât bronzul) cum a denumit-o A.M. Legendre .
Teorema generalizată privește o clasă de integrale de forma {\displaystyle \int f(x,y)dx,\!} unde {\displaystyle f(x,y)\!} este o funcție rațională, iar y o funcție algebrică.
Abel a arătat că între limitele unor astfel de integrale există o relație de tip:
{\displaystyle \sin(x+y)=\sin x\cdot \cos y+\sin y\cdot \cos x.\!}
Pe acestea le-a numit Jacobi "integrale abeliene".
În 1826 Abel a dat un exemplu de ecuație integrală: să se găsească curba descrisă de o masă, atunci când aceasta alunecă de-a lungul curbei dintr-o poziție de repaus către punctul cel mai de jos, timpul pentru a ajunge în punctul respectiv fiind cunoscut.
Cu ocazia apariției controversei în legătură cu seriile divergente, Abel a afirmat că acestea "sunt, în totalitatea lor, o invenție a diavolului", ca urmare a faptului că descoperirea acestora a produs confuzii și haos.
Abel s-a mai ocupat de funcțiile transcendente, de seriile binomiale (1826), de generalizarea binomului lui Newton, de funcțiile de mărime complexe, de funcțiile hipereliptice.